# Project-X (computerspel)
Project-X  is een computerspel voor het platform Commodore Amiga dat is ontwikkeld en uitgegeven door Team17. Het schietspel werd uitgebracht in 1993. 